# Sparbanken 1826
Sparbanken 1826 ingår sedan 2014 i Sparbanken Skåne, tillsammans med tidigare Färs & Frosta Sparbank och delar av Sparbanken Öresund. 

## Verksamhet
Sparbanken 1826 hade sitt säte och huvudkontor i Kristianstad. Med en affärsvolym på 55 miljarder och drygt 300 anställda fördelade på telefonbank och 20 kontor i Skåne och Blekinge, var Sparbanken 1826 den största sparbanken inom Sparbankernas Riksförbund. Banken hade kontor i Arkelstorp, Broby, Degeberga, Fjälkinge, Hässleholm, Hästveda, Killeberg, Knislinge, Kristianstad, Lönsboda, Näsby, Olofström, Osby, Sibbhult, Sösdala, Tollarp, Tyringe, Vittsjö , Vä och Åhus. Swedbank var bankens viktigaste samarbetspartner. Samarbetet omfattade framför allt produktsortiment, IT-stöd samt hypoteks- och fondverksamhet.

## Historia
Sparbanken 1826 var Sveriges äldsta sparbank.. Verksamheten grundades  25 mars 1826 i Kristianstad. Rörelsen utvecklades sedan genom en rad samgåenden och fusioner. 
Idén var att driva banken ideellt med ett starkt socialt ansvar och med omtanke om bygden och de svaga i samhället. Vinsten stannade därför kvar i bankens hemtrakter för att bidra till samhällets och bankens utveckling. Ursprunget till Sparbanken 1826 finns i skotska Ruthwell där prästen Henry Duncan 1810 öppnade en bank som var till för alla. I den skulle även de fattiga få sätta in de pengar de kunde undvara, se dem växa och använda dem för sin egen ekonomiska utveckling. Bankens överskott skulle sedan komma till nytta för utvecklingen av bygden. 
Namnet Sparbanken 1826 infördes under 2008 efter att Kristianstads Sparbank den 1 januari samma år förvärvat Swedbank Hässleholm/Osby. Den 20 maj 2014 övergick bankens verksamhet till Sparbanken Skåne.

## Tidigare sparbanker
Tidigare sparbanker vars verksamhet uppgått i Sparbanken 1826:
- Kristianstads Sparbank (bildad 1966 genom fusion av Gamla Sparbanken, Nya Sparbanken och Gärds Härads Sparbank)
  - Christianstads Läns Spar Bank, "Gamla Sparbanken" (bildad 1826, namnbyte till Sparbanken i Christianstad 1863, uppgick i Kristianstads Sparbank 1966)
    - Önnestads Sparbank (bildad 1878, uppgick i Sparbanken i Christianstad 1963)[2]

  - Nya Sparbanken i Kristianstad (bildad 1897, uppgick i Kristianstads Sparbank 1966)
  - Gärds Härads Sparbank (bildad 1862, uppgick i Sparbanken i Christianstad 1966)
  - Knislinge-Kviinge Sparbank (bildad 1965 genom sammanslagning av Knislinge Sparbank och Kviinge Sparbank, uppgick i Kristianstads Sparbank 1970)
    - Knislinge Sockens Sparbank (bildad 1883, namnbyte till Knislinge Sparbank 1957, gick samman med Kviinge Sparbank 1965)
    - Quiinge Sockens Sparbank (bildad 1873, gick samman med Knislinge Sparbank 1965)

  - Willands Härads Sparbank (bildad 1862, uppgick i Kristianstads Sparbank 1970)
  - Åhus Sockens Sparbank (bildad 1869, uppgick i Kristianstads Sparbank 1972)
  - Gärds och Albo Häraders Sparbank (bildad 1860, namnbyte till Sparbanken i Degeberga 1956, uppgick i Kristianstads Sparbank 1972)
  - Oppmanna och Vånga Socknars Sparbank (bildad 1870, uppgick i Kristianstads Sparbank 1976)
  - Hjärsås Sockens Sparbank (bildad 1875, uppgick i Kristianstads Sparbank 1979)[2]
  - Norra Strö Sockens Sparbank (bildad 1881, uppgick i Kristianstads Sparbank 1980)[2]
  - Sparbanken i Tollarp (bildad 1900, uppgick i Kristianstads Sparbank 1988)
  - Göinge-Broby Sparbank (bildad 1960 genom sammanslagning av Östra Göinge Härads Sparbank och Broby och Emmislövs Socknars Sparbank, uppgick i Kristianstads Sparbank 1988)
    - Östra Göinge Härads Sparbank (bildad 1854, uppgick 1960 i Göinge-Broby Sparbank)
    - Broby och Emmislövs Socknars Sparbank (bildad 1874, uppgick 1960 i Göinge-Broby Sparbank)

  - Tyringe Sparbank (bildad 1971 genom fusion av Finja Sockens Sparbank och Matteröds Sparbank, uppgick i Kristianstads Sparbank 2007)
    - Finja Sockens Sparbank (bildad 1873, sammanslagen med Matteröds Sparbank 1971)
    - Matteröds Sockens Sparbank (bildad 1874, sammanslagen med Finja Sockens Sparbank 1971)[3]
- Swedbank Hässleholm/Osby (förvärvat av Kristianstads Sparbank 2008)
  - Mellby, Tjörnarps och Häglinge socknars sparbank (bildad 1875, namnbyte till Sösdala Sparbank 1956, uppgick senare i Sparbanken Göinge)[4]
  - Ousby Sockens Sparbank (bildad 1871)
  - Örkeneds Sparbank (bildad 1900)
  - Västra Göinge Härads Sparbank (bildad 1841, uppgick i Sparbanken Göinge 1977)
    - Brönnestads Sockens Sparbank (bildad 1918, uppgick 1971 i Västra Göinge Sparbank)[2]

  - Hässleholms Sparbank (bildad 1891, uppgick i Sparbanken Göinge 1977)
  - Hästveda Sockens Sparbank (bildad 1885)
  - Loshults Sparbank (bildad 1875, uppgick i Sparbanken Göinge 1977)[2]
  - Verums Sockens Sparbank (bildad 1872, uppgick i Sparbanken Göinge 1977)[2]
  - Hörja Sockens Sparbank (bildad 1873, uppgick i Sparbanken Göinge 1977)[2]
  - Torups Sockens Sparbank (bildad 1873, uppgick i Sparbanken Göinge 1979)[2]
  - Vittsjö Sparbank (bildad 1867, uppgick i Sparbanken Skåne 1990[2], kontoret sålt till Snapphanebygdens Sparbank 2014)[5]
- Förvärvat från Swedbank 1 juli 2009
  - Spar-Banken för Jemshög och Näsum (bildad 1838, namnbyte till Jämshögs Sparbank 1957, uppgick i Sparbanken Kronoberg 1976)